# Armadale, West Lothian
Armadale är en ort i Storbritannien.   Den ligger i kommunen West Lothian och riksdelen Skottland, i den centrala delen av landet, 500 km nordväst om huvudstaden London. Armadale ligger 187 meter över havet och antalet invånare är 9 026.
Terrängen runt Armadale är platt. Runt Armadale är det tätbefolkat, med 343 invånare per kvadratkilometer. Närmaste större samhälle är Livingston, 11,3 km öster om Armadale. Trakten runt Armadale består i huvudsak av gräsmarker.